# Balowondrate
Balowondrate is een bestuurslaag in het regentschap Nias Barat van de provincie Noord-Sumatra, Indonesië. Balowondrate telt 219 inwoners (volkstelling 2010).